# Argavand, Armavir
Argavand är en ort i Armenien.   Den ligger i provinsen Armavir, i den västra delen av landet, 40 kilometer väster om huvudstaden Jerevan. Argavand ligger 858 meter över havet och antalet invånare är 2 047.
Terrängen runt Argavand är mycket platt, och sluttar österut. Närmaste större samhälle är Armavir, 11,4 kilometer norr om Argavand.
Trakten runt Argavand består till största delen av jordbruksmark. Runt Argavand är det ganska tätbefolkat, med 248 invånare per kvadratkilometer.